# Minuta ticha

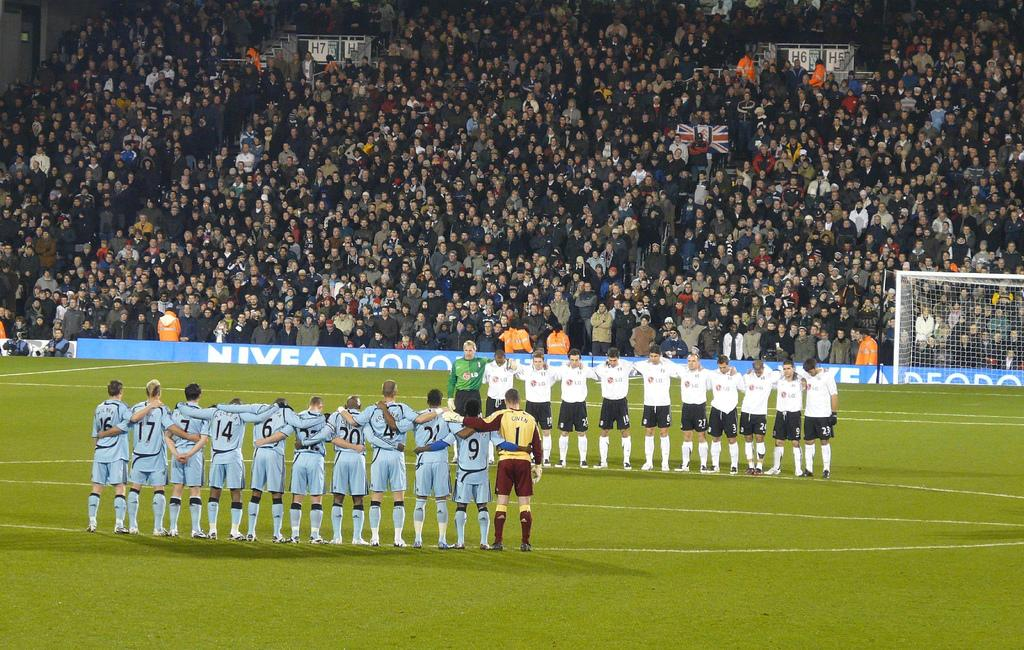
Fotbalisté Fulham FC a Newcastle United FC drží před zápasem minutu ticha na památku kolegy Jima Langleyho

Minuta ticha je způsob vyjádření úcty k památce nedávno zesnulé osoby nebo nedávné tragické události prostřednictvím chvíle tichého soustředění, modlitby či meditace. Někdy jde o součást zádušního obřadu, někdy jen součást jiné události.
Ticho, uchovávané všemi přítomnými, trvá často méně než jednu minutu, může být ale zvolen jiný interval (například jedna minuta za každého zesnulého). Při minutě ticha se stojí, snímají se pokrývky hlavy, nemluví se a nepohybuje se. Někdy jsou součástí minuty další náležitosti, jako zvonění na zvony, spuštění hasičských sirén či vztyčení vlajky na půl žerdi.